# Kotynia
Kotynia (kaszb. Jezoro Kòtëniô) – polodowcowe jezioro wytopiskowe w mezoregionie Bory Tucholskie, na południe od wsi Zdunowice (gmina Sulęczyno, powiat kartuski, województwo pomorskie).
Powierzchnia całkowita jeziora wynosi 16,57 ha.